# Suresnes
Suresnes é uma comuna francesa localizada a 9,3 km do centro de Paris, no departamento de Altos do Sena, na região da Ilha de França. 
Ela faz parte da Metrópole da Grande Paris e do Estabelecimento público territorial Paris Ouest La Défense.

## Transporte

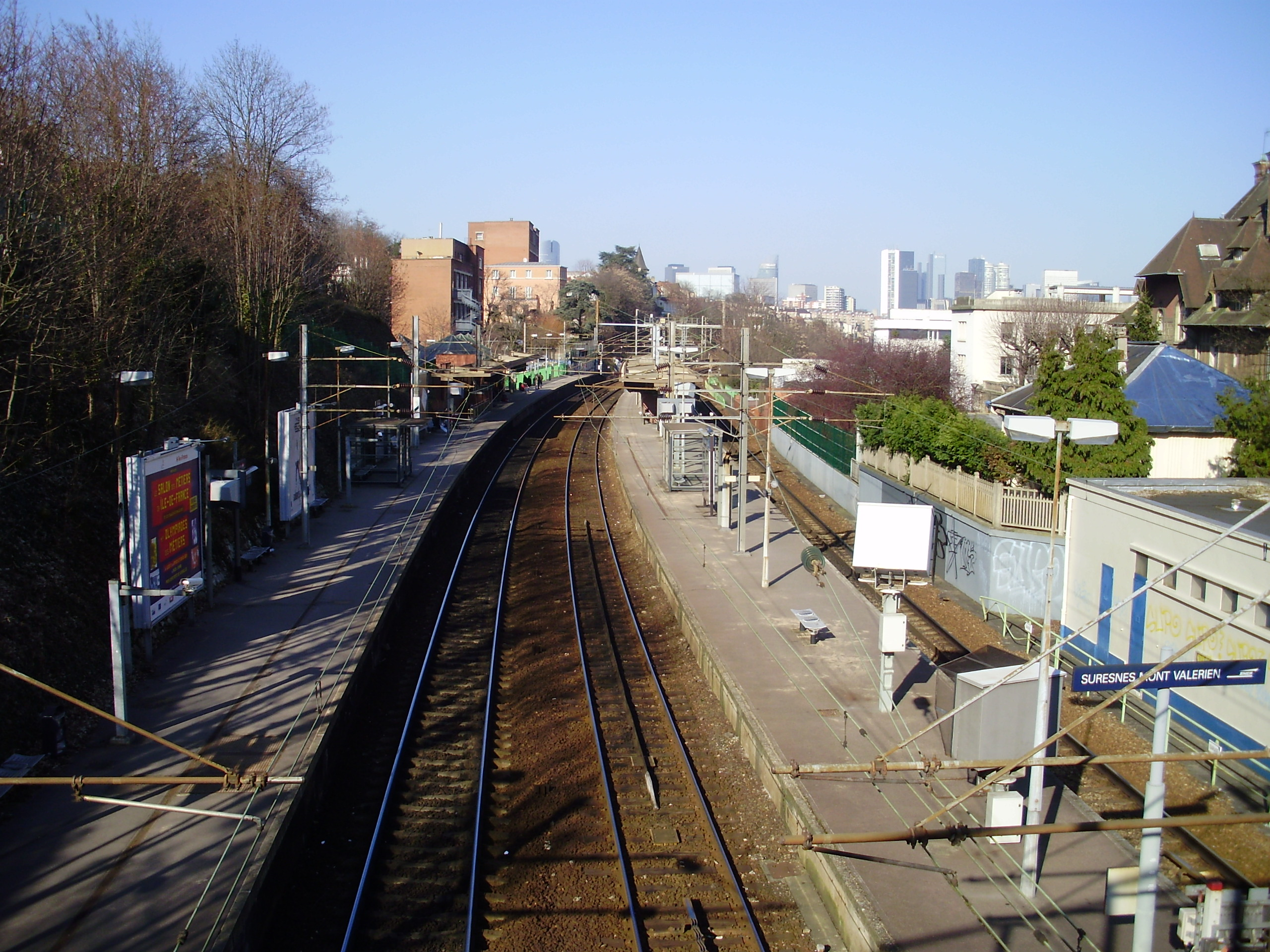
Estação de Suresnes-Mont-Valérien.

Suresnes está ligada de várias maneiras ao sistema de transporte da Ilha de França:
- Pela Estação de Suresnes - Mont Valérien, localizada nas linhas L e U da rede Transilien Paris-Saint-Lazare;
- Pela Linha 2 do Tramway da Ilha de França nas estações Suresnes - Longchamp e Belvédère;
- Pela numerosas linhas de ônibus ligando Suresnes a Paris e às comunas vizinhas através das redes de ônibus da RATP e Noctilien.

## Toponímia

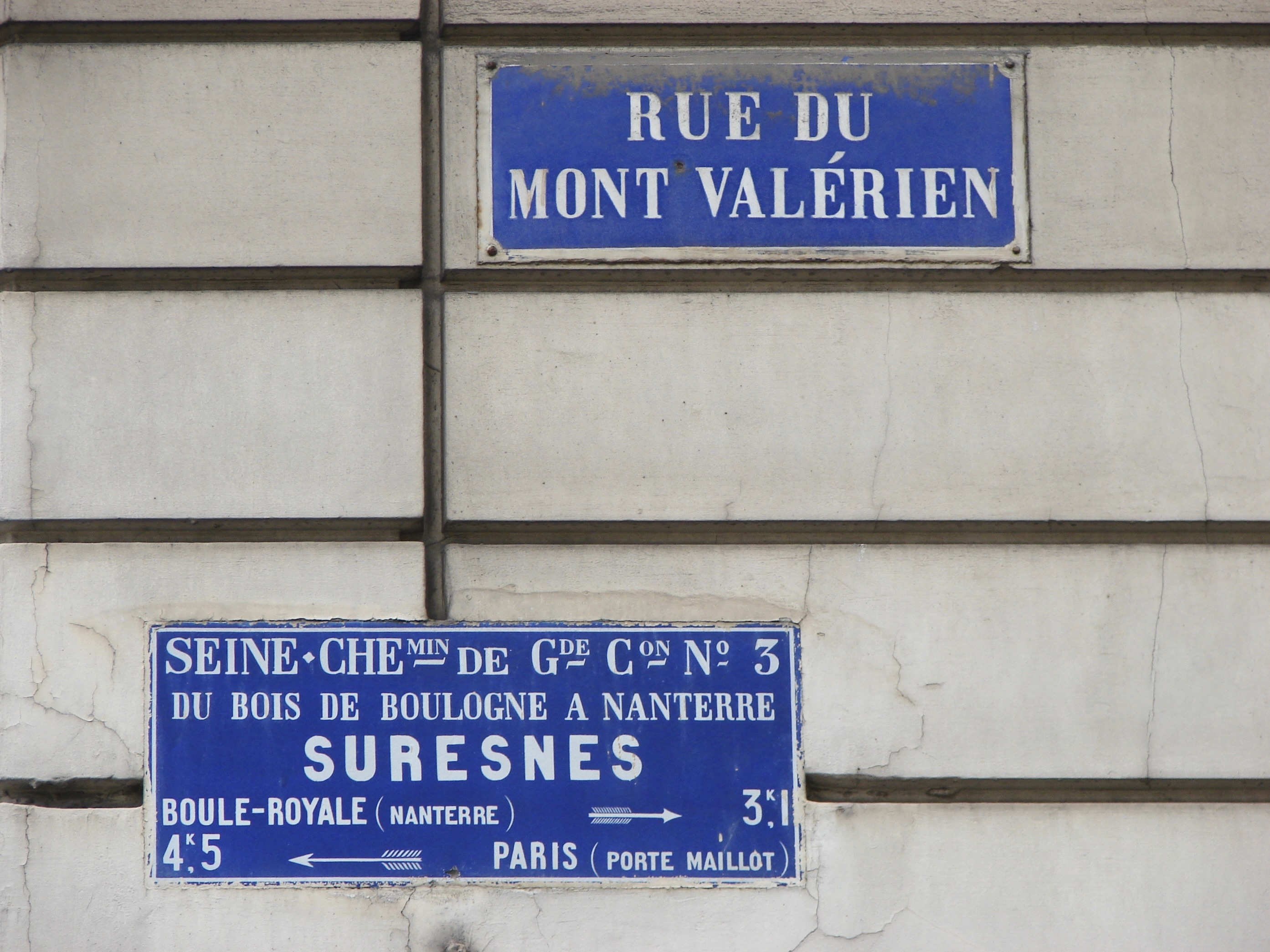
Placa da rue du Mont-Valérien em Suresnes.

Surisnas, que pode ser o acusativo do plural Surisnae, é um nome de origem celta, e sua terminação em na indica que este é um hidrônimo de acordo com os historiadores. A origem do nome de Suresnes provêm de Surisna no singular, a deusa tutelar de uma das fontes da colina sagrada dos gauleses, agora chamado Mont Valérien.
Na ocasião de sua exposição Suresnes à travers le Mont-Valérien, o museu de história urbana e social de Suresnes oferece a oficina Plaques de rues.

## Hospital
- Hospital Foch

## Educação
- SKEMA Business School

## História

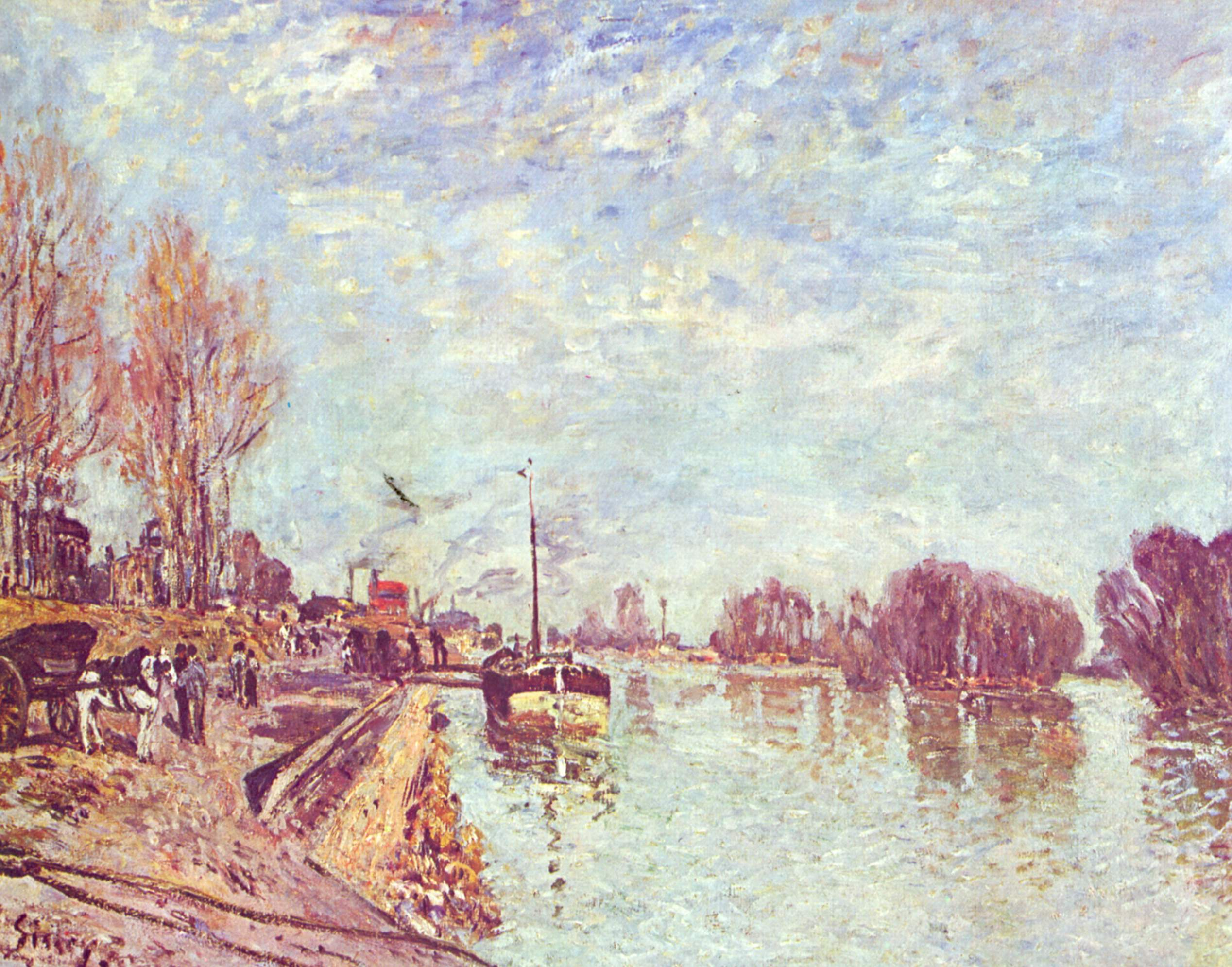
O Sena perto de Suresnes Alfred Sisley (1879).

A origem do nome da cidade de Suresnes vem do latim Surisnæ.
Em 918, Carlos o Simples cede o domínio real a Roberto, conde de Paris e abade de Saint-Germain-des-Prés.
Em 1593, Henrique IV da França lhe manteve suas conferências célebre aos católicos do exército real e a Liga Católica.

### Século XIX
Em 1839 foi autorizada a construção da Ponte de Suresnes, concedida por 77 anos a um investidor. Inaugurada em 1842, foi destruída durante a Guerra Franco-Prussiana de 1870.
Em 1844, sobre as ruínas da abadia da Congregação dos Padres de Calvário se iniciam os trabalhos de construção do Forte do Mont-Valérien, fazendo assim de um lugar de vocação religiosa em uma fortaleza militar.
A segunda ponte de Suresnes foi construída em 1874 e permaneceu em serviço até 1950.

### Século XX

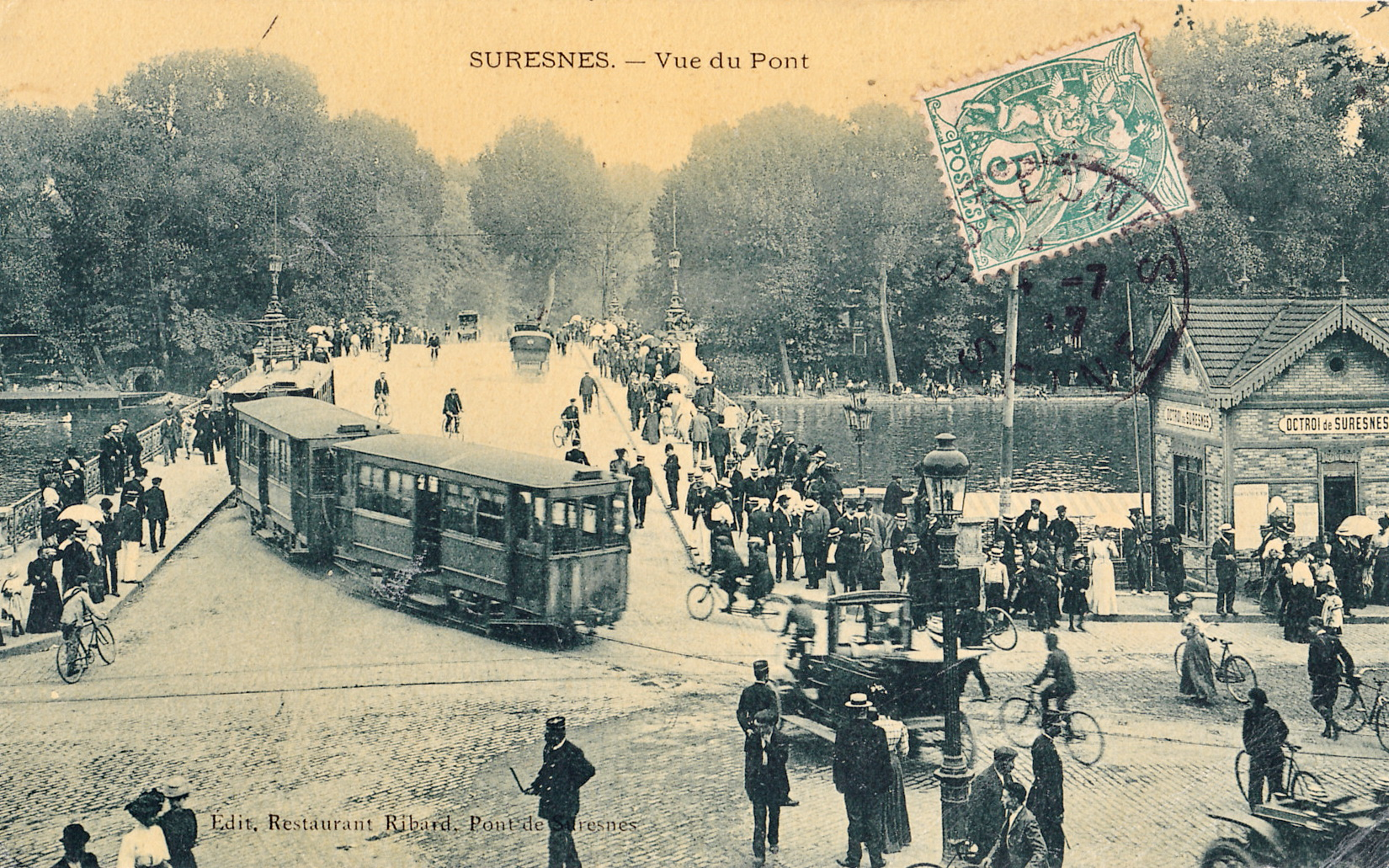
A segunda ponte de Suresnes na década de 1910. Foi utilizada em particular para permitir a passagem de linhas do bonde.
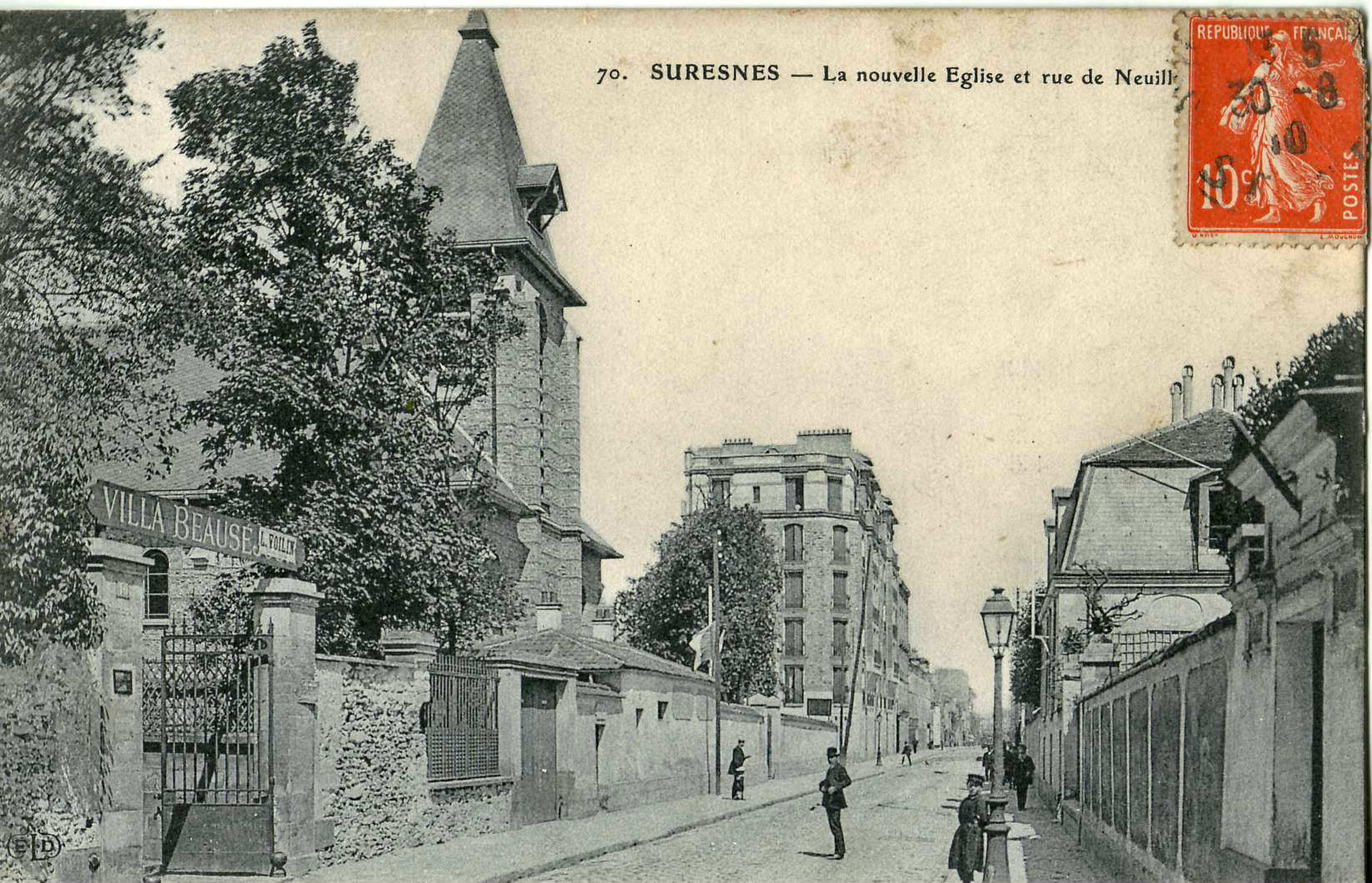
A "Nova igreja", em 1910.
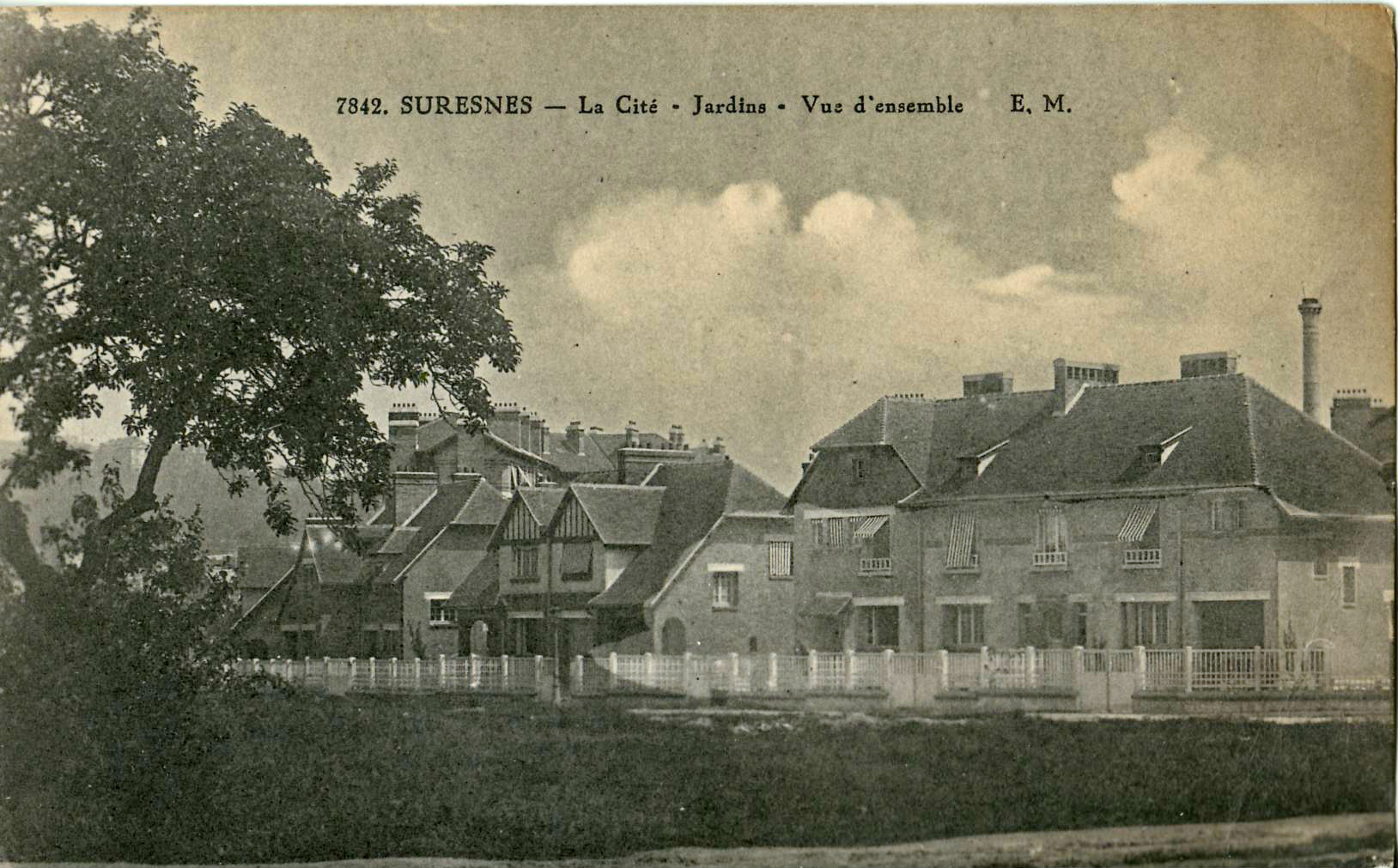
A Cidade Jardim de Suresnes, na década de 1930.
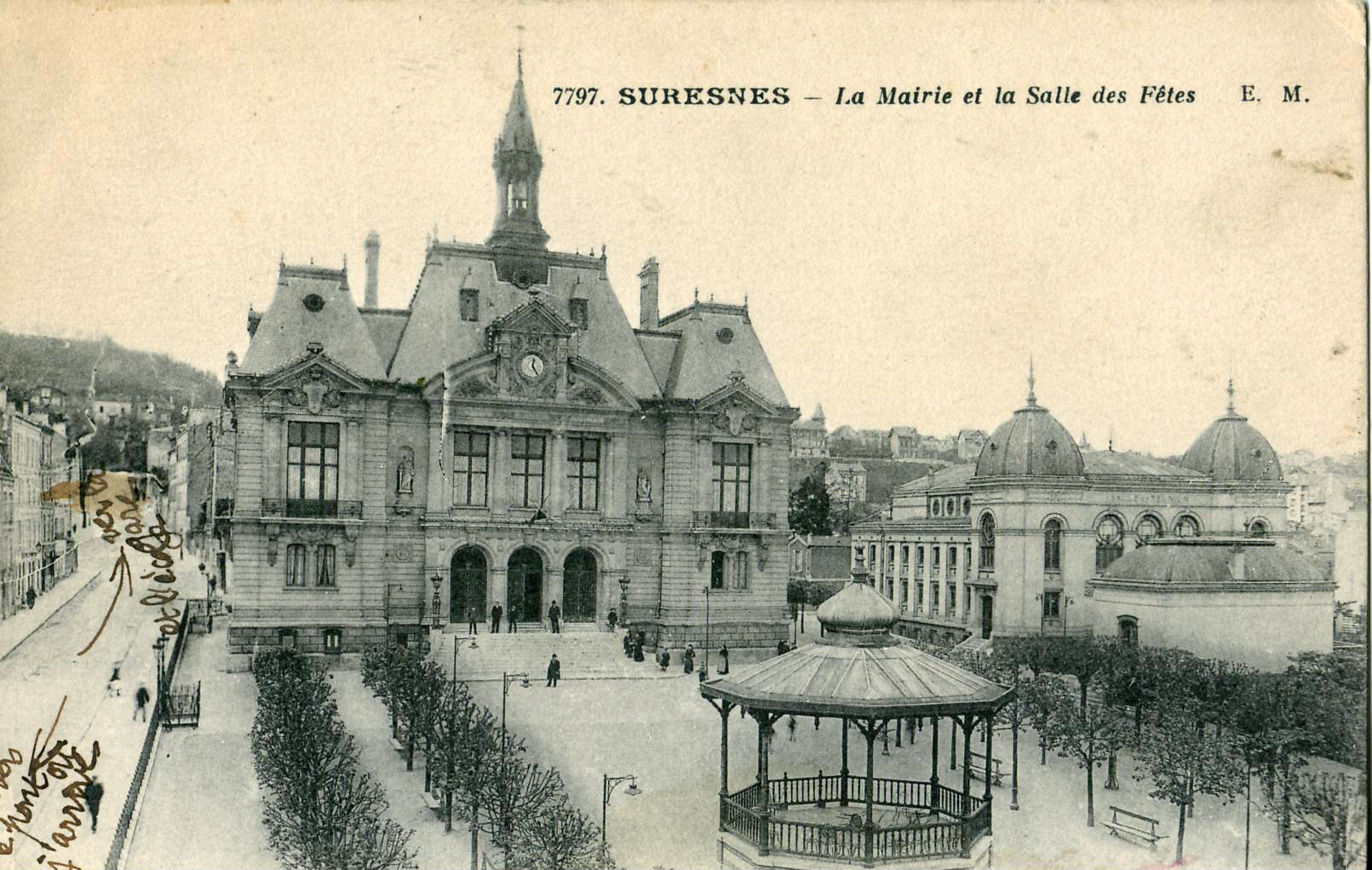
A prefeitura e o salão de festas, na década de 1930.

Em 1914, quando a Primeira Guerra Mundial estourou, Suresnes se tornou um dos principais centros de produção de obus.
Citroën fez uma de suas fábricas após a guerra, quando de sua rápida expansão.
Prefeito de Suresnes por 22 anos, Henri Sellier construiu as Cidades jardins, de moradias de baixo preço, primeiramente nomeadas HBM, as primeiras habitações de aluguel barato (ou seja primeiramente HLM), o Lycée Paul Langevin aberto em 1927 e ampliado em 1937 e a École de plein air de Suresnes construída de 1934 a 1935.
Durante a Segunda Guerra Mundial, o Forte do Mont-Valérien foi ocupado pelos alemães e foi o teatro da execução de mais de 1.000 prisioneiros e reféns, incluindo Honoré d'Estienne d'Orves, Michel Manouchian em 29 de agosto de 1941. De 1941 a 1944, o padre católico Franz Stock acompanhou os condenados à morte sobre o plano religioso e civil. É também aqui que, em 30 de Maio de 1942, o escritor francês e resistente Jacques Decour (Daniel Decourdemanche) morreu pela França, fuzilado pelos nazistas.
O Memorial da França combatente do Mont-Valérien é agora um local de peregrinagem nacional. A cada ano, em 18 de junho, o Presidente da República Francesa em função vem para uma comemoração.
A atual ponte de Suresnes, construída entre 1938 e 1950, está em serviço desde 1950.

## Geminação

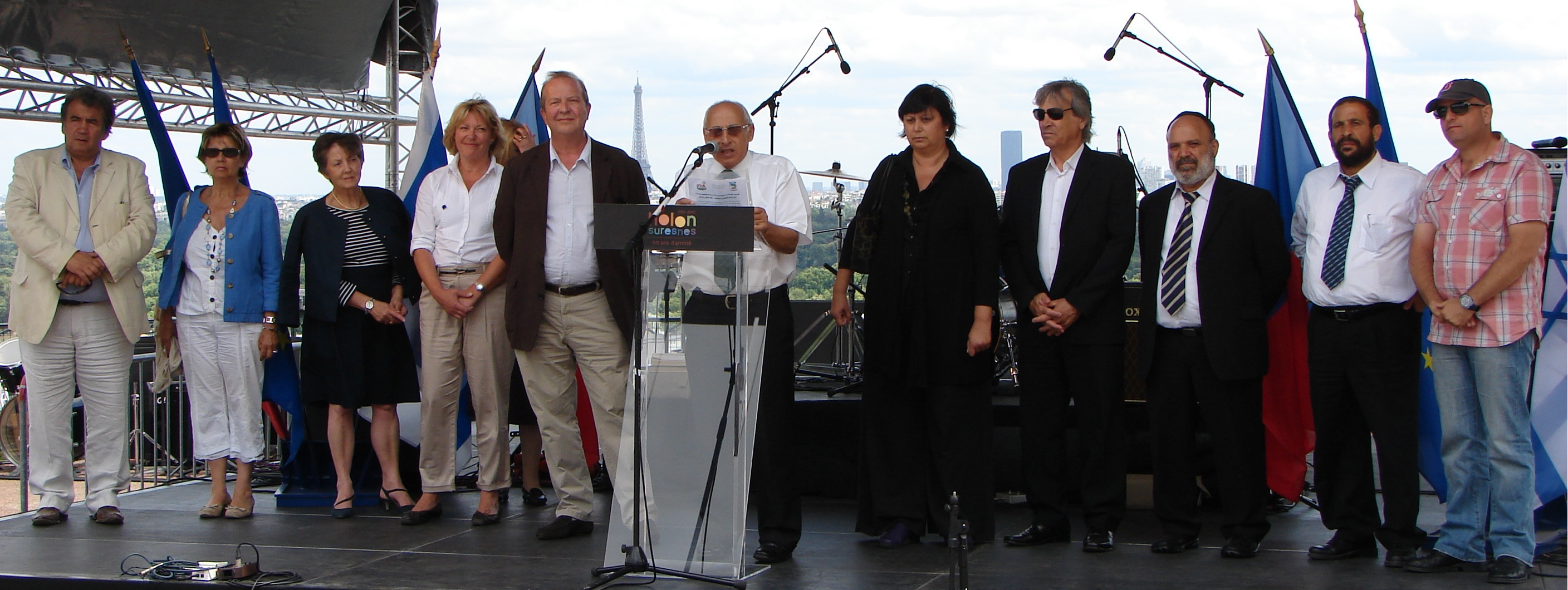
50º aniversário da geminação entre Suresnes e Holon.

Em 1 de Janeiro de 2010, Suresnes é geminada com:
- Hann. Münden (Alemanha) desde 1960[6]
- Holon (Israel) desde 1961[6] · [7]
- Hackney (Reino Unido) desde 1962[6]
- Kragujevac (Sérvia) desde 1967[6]
- Villach (Áustria) desde 1992[6].

Além disso, a comuna de Suresnes assinou acordos de cooperação :
- em 1998, com Cap-Haïtien no Haiti
- em 1999, com Colmenar Viejo na Espanha.